# Lijst van olympische medaillewinnaars
De Olympische Spelen hebben over de jaren heen medaillewinnaars opgeleverd. In elk van de olympische sporten wordt per onderdeel om goud, zilver en brons gestreden. De kampioen(en), atleet of atlete individueel of een team mag zich voor vier jaar olympisch kampioen noemen op zijn/haar/hun onderdeel. 
Hier vindt u een overzicht van de lijsten van olympische medaillewinnaars.

## Zomerspelen
Atletiek
- mannen
- vrouwen
 Badminton
 Basketbal
 Boksen
 Boogschieten
 Gewichtheffen
 Golf
 Gymnastiek
 - ritmische sport gymnastiek
 - trampolinespringen
 - turnen
 Handbal
 Hockey
 Judo
 Kanovaren
 - slalom
 - vlakwater
 Moderne vijfkamp
 Paardensport
 Roeien
 Rugby
 Schermen
 Schieten
 Taekwondo
 Tafeltennis
 Tennis
 Triatlon
 Voetbal
 Volleybal
 - beachvolleybal
 - zaalvolleybal
 Wielersport
 - baan
 - bmx
 - mountainbike
 - wegwielrennen
 Worstelen
 Zeilen
 Zwemsporten
 - baanzwemmen
 - schoonspringen
 - synchroonzwemmen
 - waterpolo

## Winterspelen
Biatlon
 Bobsleeën
 Bobsleeën
 Skeleton
 Curling
 IJshockey
 Rodelen
 Schaatsen
 - kunstrijden
 - schaatsen
 - shorttrack
 Skiën
 - alpineskiën
 - freestyleskiën
 - langlaufen
 - noordse combinatie
 - schansspringen
 - snowboarden

## Voormalige olympische sporten
Cricket
 Croquet
 Honkbal
 Jeu de paume
 Lacrosse
 Motorbootracen
 Pelota
 Polo
 Rackets
 Roque
 Softbal
 Touwtrekken

## Medaillewinnaars op Olympische Zomer- en Winterspelen
Er zijn slechts zeven olympiërs die medailles hebben behaald op Zomer- én Winterspelen. De Amerikaan Eddie Eagan was de eerste in 1932, de Amerikaan Eddy Alvarez in 2020 de (voorlopig) laatste. De Oost-Duitse Christa Rothenburger is de enige sporter die olympische medailles heeft behaald in hetzelfde jaar op beide Zomer- en Winterspelen, in de tijd dat Zomer- en Winterspelen nog in hetzelfde jaar plaatsvonden.
| Atleet               | Zomerspelen    | Zomerspelen | Zomerspelen                 | Winterspelen        | Winterspelen | Winterspelen                     |
| Atleet               | Jaar           | Medaille    | Discipline                  | Jaar                | Medaille     | Discipline                       |
| -------------------- | -------------- | ----------- | --------------------------- | ------------------- | ------------ | -------------------------------- |
| Eddie Eagan          | Antwerpen 1920 | Goud        | Boksen (halfzwaargewicht)   | Lake Placid 1932    | Goud         | Bobsleeën (viermansbob)          |
|                      |                |             |                             |                     |              |                                  |
| Jacob Tullin Thams   | Berlijn 1936   | Zilver      | Zeilen (8m R- klasse)       | Chamonix 1924       | Goud         | Schansspringen                   |
|                      |                |             |                             |                     |              |                                  |
| Christa Rothenburger | Seoel 1988     | Zilver      | Wielrennen (baan; sprint)   | Sarajevo 1984       | Goud         | Schaatsen (500 m)                |
| Christa Rothenburger | Seoel 1988     | Zilver      | Wielrennen (baan; sprint)   | Calgary 1988        | Goud         | Schaatsen (1000 m)               |
| Christa Rothenburger | Seoel 1988     | Zilver      | Wielrennen (baan; sprint)   | Calgary 1988        | Zilver       | Schaatsen (500 m)                |
| Christa Rothenburger | Seoel 1988     | Zilver      | Wielrennen (baan; sprint)   | Albertville 1992    | Brons        | Schaatsen (500 m)                |
|                      |                |             |                             |                     |              |                                  |
| Clara Hughes         | Atlanta 1996   | Brons       | Wielrennen (wegwedstrijd)   | Salt Lake City 2002 | Brons        | Schaatsen (5000 m)               |
| Clara Hughes         | Atlanta 1996   | Brons       | Wielrennen (wegwedstrijd)   | Turijn 2006         | Zilver       | Schaatsen (ploegenachtervolging) |
| Clara Hughes         | Atlanta 1996   | Brons       | Wielrennen (weg; tijdrit)   | Turijn 2006         | Goud         | Schaatsen (5000 m)               |
| Clara Hughes         | Atlanta 1996   | Brons       | Wielrennen (weg; tijdrit)   | Vancouver 2010      | Brons        | Schaatsen (5000 m)               |
|                      |                |             |                             |                     |              |                                  |
| Lauryn Williams      | Athene 2004    | Zilver      | Atletiek (100 m)            | Sotsji 2014         | Zilver       | Bobsleeën (tweemansbob)          |
| Lauryn Williams      | Londen 2012    | Goud        | Atletiek (4×100m estafette) | Sotsji 2014         | Zilver       | Bobsleeën (tweemansbob)          |
|                      |                |             |                             |                     |              |                                  |
| Eddy Alvarez         | Tokio 2020     | Zilver      | Honkbal                     | Sotsji 2014         | Zilver       | Shorttrack (5000m relay)         |
|                      |                |             |                             |                     |              |                                  |
| Alexandra Burghardt  | Parijs 2024    | Brons       | Atletiek (4x100m)           | Peking 2022         | Zilver       | Bobsleeën (Tweemansbob)          |